# Hotel Palace
Il Grand Hotel Palace sito in via Veneto a Roma, nasce per volontà del proprietario milanese Gino Clerici, come Hotel Ambasciatori Palace nel 1927, nelle vesti di albergo di lusso, probabilmente il più lussuoso del momento nella capitale, su disegno iniziale di Carlo Busiri Vici che giunse al primo piano e poi proseguito da Marcello Piacentini, di cui si ritiene sia uno dei suoi capolavori, in collaborazione con lo svizzero Emile Vogt; nel 2014 è stato ceduto dal gruppo Boscolo al gruppo Britannico Millennium.

## Descrizione
L'hotel posto di fronte alla ambasciata degli Stati Uniti, riconoscibile dalla sua facciata curva in travertino e pietra che segue l'andamento della via Veneto, è costruito nello stile modernista romano e segna il passaggio dallo Stile Liberty all'Art Déco. Alcuni interni vennero decorati dal pittore Guido Cadorin, ispirati al Settecento veneziano, considerati l'ultimo ciclo di affreschi della pittura moderna a committenza privata. I medesimi affreschi che rappresentavano personalità di spicco del ventennio fascista (tra i quali Gino Clerici e sua moglie, Marcello Piacentini con la sua famiglia; Gio Ponti e Margherita Sarfatti amante del Duce), vennero però celati solo dopo quattro mesi dall'inaugurazione, per tornare ad essere visibili al termine della guerra. L'Hotel è stato successivamente suddiviso in Grand Hotel Palace e Ambasciatori Palace.